# أسباب الإبادة الجماعية للأرمن

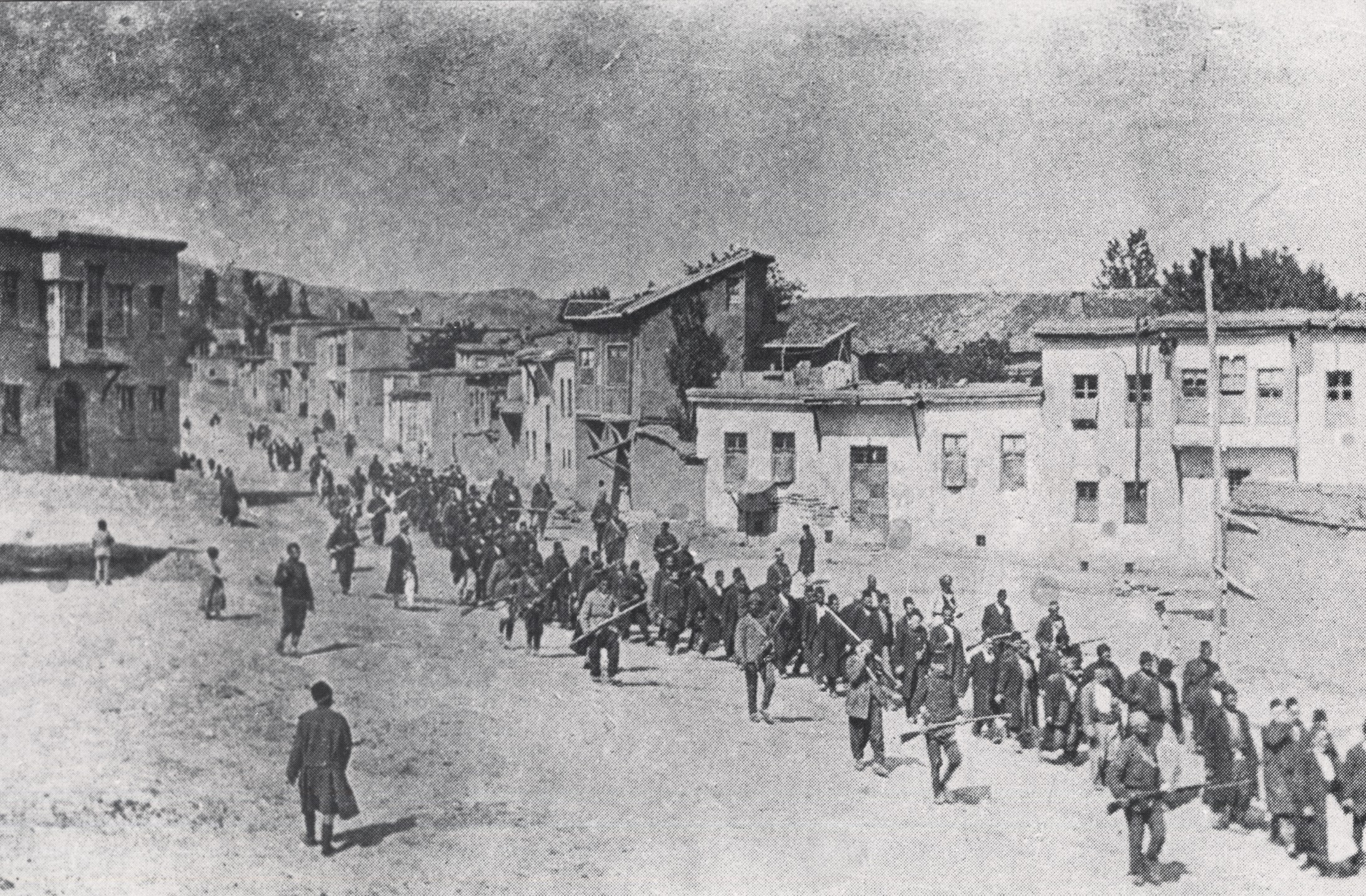
القوات العسكرية العثمانية تسير رجالًا أرمنًا من خربوت إلى موقع إعدام خارج المدينة. خربوت، الإمبراطورية العثمانية، مارس 1915 - يونيو 1915".

تشمل وجهات النظر المختلفة حول أسباب الإبادة الجماعية للأرمن مجموعة التفسيرات التي تركز على قضايا خاصة مثل القومية والدين والتطرف في زمن الحرب، وما تزال موضع نقاض بين مختلف الباحثين. في القرن الحادي والعشرين، تحوّل هذا التركيز إلى تفسيرات متعددة الأسباب وجدلية. يتفق أغلب المؤرخين على أن الإبادة الجماعية لم تكن متعمدة قُبيل الحرب العالمية الأولى، لكن بسبب الدور الذي لعبته الأحداث الطارئة الأخيرة والإيديولوجية والعوامل البنيوية طويلة الأجل المسببة في الإبادة الجماعية ما يزال موضع نقاش جدليّ.

## التأريخ
على الرغم من الاتفاق على ما حدث خلال الإبادة الجماعية للأرمن ومن كان مسؤولا عنها، ما تزال هناك اختلافات جوهرية في تفسير أسباب الإبادة الجماعية وكيفية ارتباطها بالمجازر السابقة أيضًا ضد الأرمن. يقول المؤرخ بيدروس دير ماتوسيان أن النقاشات حول التطرف التراكمي وحالات الطوارئ والفعل المتعمّد لا يمكن الإجابة عنها حتى يتم فتح جميع السجلات والملفات وخاصةً ملف الأرشيف التركي ليعمل بها الباحثين المستقلين. وليس بالضرورة أن تكون تلك التفسيرات المختلفة للإبادة الجماعية متعارضة فيما بينها. في القرن الحاري والعشرين، تحوّل البحث إلى التركيز على تفسيرات أكثر دقة وتعددًا للأسباب، مع العلم أن تحقيق التوازن بين جميع هذه الأمور كان أمرًا محوريًا في التأريخ. تجادل العديد من الدراسات الحديثة بأن الإبادة الجماعية نجمت عن مزيج من العوامل الطويلة والقصيرة الأجل، إلى جانب كونها توازن بين الأسباب الموضوعية فضلًا عن الشكّ الذاتي لأعضاء جمعية الاتحاد والترقي الذين أمروا بارتكاب المجزرة. سلّط المؤرخ هانز لوكاس كيسير الضوء على قضية التداخل بين أهداف النظام، قائلًا أن «السياسة الديموغرافية وقضايا السيادة وحماية الوطن التركي الآمن في آسيا الصغرى كانت جميعها مرتبطة ارتباطًا وثيقًا فيما بينها».
كانت الحجة القائلة بأن الإبادة الجماعية المخطط لها قبل الحرب العالمية الأولى وأن الحرب لم توفر سوى فرصة لإنجازها - بما في ذلك ادعاءات مثل الإبادة الجماعية التي تم البتّ فيها في مؤتمرات جمعية (سي يو بي) في عام 1910 أو 1911 - سائدة في الدراسات والأبحاث الأولية للإبادة الجماعية للأرمن، لكن منذ ذلك الحين استُبعدت تمامًا من قِبَل معظم الباحثين. في مؤتمر الجمعية (سي يو بي)، وصف طلعت باشا غير المسلمين بأنهم «حاجزًا لا يمكن اختراقه» أمام «الإمبراطورية العثمانية» المنشودة. يرى المؤرخ ميلسون أنه كان من الممكن تحقيق ذلك بوسائل أخرى غير الإبادة الجماعية، مثل الطرد القسري أو الضمّ. يجادل كل من المؤرخَيَن بولكسهام وجوتشيك بأنه على الرغم من عدم وجود خطة واضحة للإبادة الجماعية، إلا أن «مستقبل الأرمن كمجتمع سياسي في الإمبراطورية العثمانية كان قاتمًا جدًا». يقول المؤرخ تانر أكسهام أن «الإبادة الجماعية للأرمن كانت نتاج حالات طارئة شديدة في زمن الحرب، أقل من المشاكل الهيكلية طويلة الأجل للإمبراطورية».
يؤكد المؤرخان دونالد بلوكسهام وفاطمة موج جوتشيك على أن فهم العوامل الأساسية التي جعلت الإبادة الجماعية ممكنة لا يبرّأ الزعماء الذين أخذوا القرار من تهمتهم. يقول بلوكسهام بأن العديد من منكري الإبادة الجماعية الأرمن قد شاركوا في «إساءة استخدام السياق» من أجل تبرئة الدولة العثمانية. من الواضح أن هذا لا يعني أن هذه الظاهرة لا يمكن أن تكون كافية. ففي أحد الحجج، الذي أطلق عليه «نظرية الاستفزاز»، يتم التوضيح بأن الإبادة الجماعية كانت مجرد ردًا حتميًا على استفزازات الثوار الأرمن، التي تبالغ فيها كثيرًا هذه الروايات. تمت المبالغة أيضًا في السياق الدولي لتبرئة صلاحي سونيل الذي اعتبر أن الأرمن هم «ضحايا الدبلوماسية الأوروبية»، وتبرئة عرسال يافي أيضًا الذي صرّح بأن مصير الأرمن هذا كان بسبب أنهم «قراضة المبريالية الأوروبية». ثمّة خط ثالث من الحجج يتهم الأرمن بالانحياز اقتصاديًا إلى الإمبريالية الأوروبية على حساب العثمانيين المسلمين، متجاهلين أدلة مخالفة تمامًا لذلك. وقد دُفعت هذه الحجة لأقصى الحدود المنطقية المعقولة، لتبرير سلب ملكية اليونانيين والأرمن ومقاطعتهم وحتى ترحيلهم كشكل من أشكال الدفاع الوطني عن النفس ضد ظلم الأقلية.

## توضيحات دينية وثقافية
قدّم نظام الملة العثماني لغير المسلمين مكانًا تابعًا لكنه بنفس الوقت محميًا داخل المجتمع. وقد ألغت إصلاحات التنظيمات العثمانية في القرن التاسع عشر أوجه الحماية التي كان يتمتع بها أعضاء الملة الأرمنية في السابق، لكنها لم تغير التصور الشعبي السائد بأنهم مختلفون وأقل شأنًا. في تسعينيات القرن التاسع عشر، قُتل مئات الآلاف من الأرمن في المجازر الحميدية، و في عام 1909، قُتل حوالي 17،000 منهم في مجزرة أضنة، واستمر العثمانيون بقتلهم إلى ما بعد الحرب العالمية الأولى حتى أثناء حرب الاستقلال التركية (1919-1923) وعلى الرغم من الاختلافات الشاسعة في أيديولوجية النظام الحاكم. أحد أجزاء التاريخ ينظر إلى الإبادة الجماعية للأرمن على أنها متجذرة في الإسلام أو الثقافة العثمانية واستمرار لهذه المجازر السابقة.
ركزت الدراسات المبكرة عن الإبادة الجماعية في المنح الدراسية الغربية على الدين، ولا سيما فاكن دادريان، الذي جادل بأن «ثقافة العنف» متأصلة في النظام الديني العثماني وجمعية (سي يو بي) وأن الحرب لا تتيح إلا فرصة للإبادة الجماعية التي يريد قادة المؤتمر بالفعل ارتكابها». جادل دادريان أيضًا بأن المجازر الحميدية يمكن اعتبارها مقدمة أقل منهجية للإبادة الجماعية في أثناء الحرب العالمية الأولى.
يعتبر كل من دونالد بلوكسهام وفاطمة موج جوتشيك هذا الأمر «ماهويًا، وبالتالي لا يمكن الدفاع عنه». انتقد المؤرخ رونالد غريغور سوني إلى جانب آخرين هذا الخط من التفكير، بحجة أن دادريان فشل في «شرح السبب في أن الدين يمكن أن يؤدي إلى أعمال عنف تصل إلى مستوى الإبادة الجماعية في السنة الأولى من الحرب العالمية، لكن ليس طوال التاريخ العثماني والإسلامي». بحسب المؤرخ روبرت ميلسون، على الرغم من أن دوافع النخبة للتمكين من القتل اختلفت بين المجازر الحميدية ومجزرة أضنة والإبادة الجماعية للأرمن، كان هناك دائمًا عددٌ كافٍ من المسلمين العثمانيين الراغبين في تنفيذ العنف ضد المسيحية. يزعم ميلسون أيضًا أن مثل هذا التوجه للعنف ضد الأرمن كان موجودًا بالفعل قبل عام 1915 «ومن المحتمل أنهم كانوا مدفوعين بالتقاليد العثمانية والإسلامية للتفوق الطائفي» من بين دوافع محتملة أخرى – لكن ليس الإيديولوجية القومية. ومن ناحية أخرى، يجادل سوني بأن الإبادة الجماعية بدأت على يد النخبة وتتطلبت إذعانًا شعبيًا، لكن ليس بالضرورة المشاركة النشطة من الكثيرين لأن «قلّة من القتلة يمكن أن يسببوا دمارًا هائلًا».
اشتُهر كتاب الإبادة الجماعية لثلاثين عامًا: تدمير تركيا لأقلياتها المسيحية 1894-1924 بتركيزه على الدين كسبب للإبادة الجماعية، وعلى وجه التحديد الحجج التي استخدمها دادريان ذلك أن الإمبراطورية العثمانية والجمهورية التركية نفذتا مشروع إبادة جماعية دام ثلاثون عامًا لاستبدال المسيحيين بمسلمين في منطقة الأناضول. أثبتت الاستنتاجات التي توصّل إليها الكتاب بأنها مثيرة للجدل بين مختلف الباحثين. لدى مراجعته للكتاب، اقترح مارك ليفين أن «أفضل طريقة لتفسير العنف المرتبط بالإبادة في هذه الفترة ليس من منطلق ديني تقليدي بل بسبب انهيار نظام الملة التقليدي تحت ضغوطات جيوسياسية وقومية هائلة.